# Araneus noegeatus
Araneus noegeatus är en spindelart som först beskrevs av Tord Tamerlan Teodor Thorell 1895.  Araneus noegeatus ingår i släktet Araneus och familjen hjulspindlar. Inga underarter finns listade i Catalogue of Life.